# 공격 표면
공격 표면 또는 어택 서피스(attack surface)는 소프트웨어 환경에서 권한이 없는 사용자("공격자")가 환경 내 장치 또는 중요 소프트웨어에 데이터를 입력하거나, 데이터를 추출하거나, 제어하려고 시도할 수 있는 다양한 지점("공격 벡터")의 총합이다. 공격 표면을 최대한 작게 유지하는 것은 기본적인 보안 조치이다.

## 공격 표면의 요소
전 세계적인 디지털 변화로 인해 조직의 공격 표면의 크기, 범위 및 구성이 가속화되었다. 공격 표면의 크기는 시간이 지남에 따라 변동할 수 있으며, 자산과 디지털 시스템(예: 웹사이트, 호스트, 클라우드 및 모바일 앱 등)이 추가되거나 제거될 수 있다. 공격 표면의 크기 또한 빠르게 변할 수 있다. 디지털 자산은 기존 네트워크 장치, 서버, 데이터 센터 및 온프레미스 네트워크의 물리적 요구 사항을 충족하지 않는다. 따라서 조직의 요구 사항과 이를 충족하는 데 필요한 디지털 서비스의 가용성에 따라 공격 표면이 빠르게 변한다.
공격 표면의 범위 또한 조직마다 다르다. 디지털 공급망, 상호의존성, 그리고 세계화의 확산으로 조직의 공격 영역은 더욱 광범위한 위협(즉, 사이버 공격 벡터)을 갖게 되었다. 마지막으로, 조직의 공격 영역은 디지털 관계 속에서 서로 연결되어 있고 인터넷 및 조직 인프라의 나머지 부분과 연결된 소규모 개체들로 구성되며, 여기에는 제3자, 디지털 공급망, 심지어 적대적 위협 인프라까지 포함된다.
공격 표면 구성은 다양한 조직 간에 크게 다를 수 있지만 종종 다음을 포함하여 많은 동일한 요소를 식별한다.
- 자율 시스템(ASN)
- IP 주소 및 IP 대역
- 도메인 및 서브도메인
- SSL 인증서 및 어트리뷰션
- 후이즈 레코드, 연락처, 역사
- 호스트 및 호스트 페어 서비스 관계
- 인터넷 포트 및 서비스
- 넷플로
- 웹 프레임워크 (PHP, 아파치, 자바 등)
- 웹 서버 서비스 (이메일, 데이터베이스, 애플리케이션)
- 퍼블릭 및 프라이빗 클라우드

## 공격 표면의 이해
기업마다 잠재적인 취약점이 무궁무진하게 증가함에 따라, 해커와 공격자는 단 하나의 취약점만 찾아도 공격에 성공할 수 있기 때문에 공격 표면의 이점이 점점 커지고 있다.
공격 표면을 이해하고 시각화하는 데는 세 단계가 있다.
1단계시각화. 모든 장치, 경로 및 네트워크를 매핑하여 기업 시스템을 시각화하는 것이 첫 번째 단계이다.
2단계노출 지표 찾기. 두 번째 단계는 잠재적으로 노출될 수 있는 취약점의 각 지표를 이전 단계에서 시각화된 맵과 일치시키는 것이다. IOE에는 "시스템 및 소프트웨어의 보안 제어 누락"이 포함된다.
3단계침해 지표 찾기. 이는 공격이 이미 성공했음을 나타내는 지표이다.

## 공격 표면 감소
정보 보안을 강화하는 한 가지 방법은 시스템이나 소프트웨어의 공격 표면을 줄이는 것이다. 공격 표면 감소의 기본 전략은 다음과 같다. 실행 중인 코드의 양을 줄이고, 신뢰할 수 없는 사용자가 사용할 수 있는 진입점을 줄이며, 상대적으로 적은 사용자가 요청하는 서비스를 제거한다. 권한이 없는 공격자가 사용할 수 있는 코드가 줄어들면 장애 발생 가능성이 줄어든다. 불필요한 기능을 비활성화하면 보안 위험도 줄어든다. 공격 표면 감소는 보안 장애를 방지하는 데 도움이 되지만, 취약점이 발견된 후 공격자가 입힐 수 있는 피해 규모를 완화하지는 못한다.
공격 표면 관리(ASM) 프로그램을 구현하는 것은 외부 디지털 자산을 지속적으로 모니터링하고 관리하려는 조직에게 매우 중요하다. ASM은 인터넷에 연결된 모든 자산의 취약점을 식별, 분석 및 해결하여 악의적인 공격자가 악용하기 전에 잠재적 진입점을 보호한다. 체계적으로 구성된 ASM 프로그램에는 클라우드 및 온프레미스 자산의 지속적인 발견, 보안 검증, 실시간 위험 평가가 포함되어 조직이 사이버 위협이 발생하기 전에 사전에 공격 표면을 줄일 수 있도록 한다.

## 같이 보기
- 보안 취약점
- 컴퓨터 보안
- 취약점 관리
- 취약점 스캐너